# اودفیل دریلینگ
اودفیل دریلینگ (انگلیسی: Odfjell Drilling) شرکت حفاری نروژی است، که در سال ۱۹۷۳ تأسیس شد.